# Epinephelus flavocaeruleus
El mero azul y amarillo (Epinephelus flavocaeruleus) es una especie de peces de la familia Serranidae en el orden de los Perciformes.

## Morfología
Los machos pueden llegar alcanzar los 90 cm de longitud total.

## Distribución geográfica
Se encuentra en el Índico.